# Nuoto ai campionati europei di nuoto 2024 - 50 metri farfalla maschili
La gara degli 50 metri farfalla maschili dei campionati europei di nuoto 2024 si è svolta il 17 e il 18 giugno 2024 presso il Centro Sportivo Milan Gale Muškatirović di Belgrado.

## Podio
| Pos.    | Atleta          | Nazione   |
| ------- | --------------- | --------- |
| Oro     | Stergios Marios | Grecia    |
| Argento | Simon Bucher    | Austria   |
| Bronzo  | Daniel Gracík   | Rep. Ceca |

## Record
Prima della manifestazione il record del mondo (RM) e il record dei campionati (RC) erano i seguenti.
|  | 22"27 | Andrij Hovorov | 1º luglio 2018 Roma   |
|  | 22"27 | Andrij Hovorov | 1º luglio 2018 Roma   |
|  | 22"48 | Andrij Hovorov | 7 agosto 2018 Glasgow |

Durante la competizione non sono stati migliorati record.

## Programma
| Data           | Ora   | Turno      |
| -------------- | ----- | ---------- |
| 17 giugno 2024 | 9:55  | Batterie   |
| 17 giugno 2024 | 11:25 | Spareggio  |
| 17 giugno 2024 | 18:30 | Semifinali |
| 18 giugno 2024 | 18:07 | Finale     |

## Risultati

### Batterie
| Pos. | Batteria | Corsia | Atleta                     | Nazionalità          | Tempo       | Note |
| ---- | -------- | ------ | -------------------------- | -------------------- | ----------- | ---- |
| 1    | 4        | 5      | Vladyslav Bukhov           | Ucraina              | 23"33       | Q    |
| 2    | 5        | 4      | Meiron Cheruti             | Israele              | 23"37       | Q    |
| 3    | 5        | 5      | Stergios Marios            | Grecia               | 23"42       | Q    |
| 4    | 6        | 5      | Simon Bucher               | Austria              | 23"43       | Q    |
| 5    | 6        | 3      | Daniel Gracík              | Rep. Ceca            | 23"45       | Q    |
| 6    | 6        | 4      | Szebasztián Szabó          | Ungheria             | 23"49       | Q    |
| 7    | 1        | 8      | Hubert Kós                 | Ungheria             | 23"51       | Q    |
| 8    | 4        | 4      | Luca Nik Armbruster        | Germania             | 23"53       | Q    |
| 8    | 5        | 6      | Jakub Majerski             | Polonia              | 23"53       | Q    |
| 10   | 6        | 2      | Jan Šefl                   | Rep. Ceca            | 23"59       | Q    |
| 11   | 6        | 8      | Đurđe Matić                | Serbia               | 23"61       | Q    |
| 12   | 4        | 3      | Hubert Kós                 | Ungheria             | 23"63       |      |
| 13   | 4        | 2      | Casper Puggaard            | Danimarca            | 23"66       | Q    |
| 14   | 4        | 6      | Daniel Zaitsev             | Estonia              | 23"70       | Q    |
| 15   | 5        | 9      | Max McCusker               | Irlanda              | 23"72       | Q    |
| 16   | 6        | 6      | Nikola Miljenić            | Croazia              | 23"73       | Q    |
| 17   | 4        | 7      | Denis-Laurean Popescu      | Romania              | 23"79       | SO   |
| 17   | 5        | 7      | Tibor Tistan               | Slovacchia           | 23"79       | SO   |
| 19   | 1        | 0      | Kalle Makinen              | Finlandia            | 23"81       |      |
| 20   | 6        | 7      | Oskar Hoff                 | Svezia               | 23"85       |      |
| 21   | 3        | 5      | Oliver Søgaard-Andersen    | Danimarca            | 23"87       |      |
| 21   | 5        | 2      | Arsenii Kovalov            | Ucraina              | 23"87       |      |
| 23   | 3        | 9      | Bjorn Kammann              | Germania             | 23"88       |      |
| 24   | 4        | 9      | Paweł Korzeniowski         | Polonia              | 23"95       |      |
| 24   | 6        | 9      | Albin Lovgren              | Svezia               | 23"95       |      |
| 26   | 4        | 0      | Lukas Edl                  | Austria              | 23"96       |      |
| 26   | 6        | 1      | Rasmus Nickelsen           | Danimarca            | 23"96       |      |
| 28   | 6        | 0      | Anastasios Kougkoulos      | Grecia               | 23"97       |      |
| 29   | 4        | 8      | Adrian Jaśkiewicz          | Polonia              | 24"05       |      |
| 29   | 5        | 0      | Martin Kartavi             | Israele              | 24"05       |      |
| 31   | 4        | 1      | Julien Henx                | Lussemburgo          | 24"06       |      |
| 32   | 3        | 6      | Artem Selin                | Germania             | 24"17       |      |
| 33   | 3        | 4      | Frederik Møller            | Danimarca            | 24"19       |      |
| 34   | 5        | 1      | George-Adrian Ratiu        | Romania              | 24"20       |      |
| 35   | 3        | 3      | Alex Ahtiainen             | Estonia              | 24"21       |      |
| 36   | 5        | 3      | Konrad Czerniak            | Polonia              | 24"29       |      |
| 37   | 2        | 6      | Sebastian Lunak            | Rep. Ceca            | 24"33       |      |
| 37   | 3        | 7      | Linus Kahl                 | Svezia               | 24"33       |      |
| 39   | 3        | 2      | Miloš Milenković           | Montenegro           | 24"41       |      |
| 40   | 2        | 3      | Artur Barseghyan           | Armenia              | 24"48       |      |
| 41   | 2        | 5      | Alexandru-Richard Szilagyi | Romania              | 24"61       |      |
| 42   | 1        | 1      | Mihai Gergely              | Romania              | 24"63       |      |
| 43   | 3        | 8      | Simon Elias Statkevicius   | Islanda              | 24"64       |      |
| 44   | 2        | 7      | Luka Jovanović             | Serbia               | 24"69       |      |
| 45   | 2        | 9      | Kenan Dracic               | Bosnia ed Erzegovina | 24"77       |      |
| 46   | 2        | 1      | Dino Hasibović Sirotanović | Bosnia ed Erzegovina | 24"78       |      |
| 46   | 3        | 1      | Noah Verreth               | Belgio               | 24"78       |      |
| 48   | 1        | 2      | Grisi Koxhaku              | Albania              | 24"92       |      |
| 49   | 1        | 4      | Luka Cvetko                | Croazia              | 24"93       |      |
| 50   | 2        | 2      | Nemanja Maksic             | Serbia               | 24"94       |      |
| 50   | 2        | 4      | Tomàs Lomero Arenas        | Andorra              | 24"94       |      |
| 52   | 1        | 3      | Petar Popović              | Serbia               | 25"19       |      |
| 53   | 3        | 0      | Ari-Pekka Liukkonen        | Finlandia            | 25"20       |      |
| 54   | 2        | 8      | Ramil Valizade             | Azerbaigian          | 25"25       |      |
| 55   | 1        | 6      | Ronens Kermans             | Lettonia             | 25"26       |      |
| 56   | 2        | 0      | Kyle Micallef              | Malta                | 25"31       |      |
| 57   | 1        | 5      | Polat Uzer Turnalı         | Turchia              | 25"41       |      |
| 58   | 1        | 7      | Nikola Trajanovski         | Macedonia del Nord   | 26"38       |      |
| DNS  | 5        | 8      | Joshua Gammon              | Gran Bretagna        | Non partito |      |

### Spareggio
| Pos. | Corsia | Atleta                | Nazionalità | Tempo | Note |
| ---- | ------ | --------------------- | ----------- | ----- | ---- |
| 1    | 4      | Denis-Laurean Popescu | Romania     | 23"48 | Q    |
| 2    | 5      | Tibor Tistan          | Slovacchia  | 23"76 |      |

### Semifinali
| Pos. | Batteria | Corsia | Atleta                | Nazionalità | Tempo | Note |
| ---- | -------- | ------ | --------------------- | ----------- | ----- | ---- |
| 1    | 2        | 5      | Stergios Marios       | Grecia      | 23"06 | Q    |
| 2    | 1        | 4      | Meiron Cheruti        | Israele     | 23"20 | Q    |
| 3    | 1        | 3      | Szebasztián Szabó     | Ungheria    | 23"23 | Q    |
| 4    | 1        | 5      | Simon Bucher          | Austria     | 23"29 | Q    |
| 4    | 2        | 4      | Vladyslav Bukhov      | Ucraina     | 23"29 | Q    |
| 6    | 2        | 3      | Daniel Gracík         | Rep. Ceca   | 23"31 | Q    |
| 7    | 2        | 8      | Nikola Miljenić       | Croazia     | 23"34 | Q    |
| 8    | 1        | 8      | Denis-Laurean Popescu | Romania     | 23"45 | Q    |
| 9    | 1        | 7      | Casper Puggaard       | Danimarca   | 23"48 |      |
| 10   | 1        | 6      | Luca Nik Armbruster   | Germania    | 23"53 |      |
| 11   | 2        | 1      | Daniel Zaitsev        | Estonia     | 23"59 |      |
| 11   | 2        | 2      | Jakub Majerski        | Polonia     | 23"59 |      |
| 13   | 2        | 7      | Đurđe Matić           | Serbia      | 23"60 |      |
| 14   | 1        | 2      | Jan Šefl              | Rep. Ceca   | 23"61 |      |
| 15   | 1        | 1      | Max McCusker          | Irlanda     | 23"75 |      |
| 16   | 2        | 6      | Hubert Kós            | Ungheria    | 23"79 |      |

### Finale
| Pos.    | Corsia | Atleta                | Nazionalità | Tempo | Note |
| ------- | ------ | --------------------- | ----------- | ----- | ---- |
| Oro     | 4      | Stergios Marios       | Grecia      | 23"15 |      |
| Argento | 6      | Simon Bucher          | Austria     | 23"19 |      |
| Bronzo  | 7      | Daniel Gracík         | Rep. Ceca   | 23"26 |      |
| 4       | 5      | Meiron Cheruti        | Israele     | 23"28 |      |
| 5       | 2      | Vladyslav Bukhov      | Ucraina     | 23"32 |      |
| 5       | 3      | Szebasztián Szabó     | Ungheria    | 23"32 |      |
| 7       | 8      | Denis-Laurean Popescu | Romania     | 23"43 |      |
| 8       | 1      | Nikola Miljenić       | Croazia     | 23"71 |      |